# Fußballclub Carl Zeiss Jena 1994-1995
Questa voce raccoglie le informazioni riguardanti il Fußballclub Carl Zeiss Jena nelle competizioni ufficiali della stagione 1994-1995.

## Stagione
Nella stagione 1994-1995 il Carl Zeiss Jena, allenato da Hans Meyer e Eberhard Vogel, concluse il campionato di Regionalliga nordest al 1º posto e fu promosso in 2. Bundesliga. In Coppa di Germania il Carl Zeiss Jena fu eliminato al primo turno dallo Stoccarda.

## Rosa
| N. |                       | Ruolo | Calciatore        |
| -- | --------------------- | ----- | ----------------- |
|    | Lettonia (bandiera)   | P     | Oļegs Karavajevs  |
|    | Germania (bandiera)   | P     | Mario Neumann     |
|    | Germania (bandiera)   | P     | Jens Weißgärber   |
|    | Germania (bandiera)   | D     | Danny Bach        |
|    | Germania (bandiera)   | D     | Udo Fankhänel     |
|    | Germania (bandiera)   | D     | Jens Gerlach      |
|    | Germania (bandiera)   | D     | Michael Molata    |
|    | Germania (bandiera)   | D     | Jens-Uwe Penzel   |
|    | Germania (bandiera)   | D     | Christian Preuße  |
|    | Montenegro (bandiera) | D     | Dejan Raičković   |
|    | Germania (bandiera)   | D     | Matthias Wentzel  |
|    | Georgia (bandiera)    | C     | Sasa Dadunashvili |
|    | Germania (bandiera)   | C     | Frank Eschler     |

| N. |                                 | Ruolo | Calciatore        |
| -- | ------------------------------- | ----- | ----------------- |
|    | Germania (bandiera)             | C     | Dirk Hempel       |
|    | Germania (bandiera)             | C     | Olaf Holetschek   |
|    | Germania (bandiera)             | C     | Marco Kämpfe      |
|    | Bosnia ed Erzegovina (bandiera) | C     | Miloš Nedić       |
|    | Germania (bandiera)             | C     | Mario Röser       |
|    | Germania (bandiera)             | C     | Bernd Schneider   |
|    | Bulgaria (bandiera)             | A     | Alexandar Bonchev |
|    | Brasile (bandiera)              | A     | Leandro           |
|    | Germania (bandiera)             | A     | Thomas Nowacki    |
|    | Germania (bandiera)             | A     | Thomas Vogel      |
|    | Germania (bandiera)             | A     | Heiko Weber       |
|    | Germania (bandiera)             | A     | Mark Zimmermann   |

## Organigramma societario
Area tecnica
- Allenatore: Eberhard Vogel
- Allenatore in seconda:
- Preparatore dei portieri:
- Preparatori atletici:
- Analisi video:

## Calciomercato

### Sessione estiva
| Acquisti | Acquisti          | Acquisti                | Acquisti |
| R.       | Nome              | da                      | Modalità |
| -------- | ----------------- | ----------------------- | -------- |
| A        | Alexandar Bonchev | Levski Sofia            |          |
| C        | Sasa Dadunashvili | Wacker Nordhausen       |          |
| P        | Oļegs Karavajevs  | Pafos                   |          |
| C        | Miloš Nedić       | Eintracht Braunschweig  |          |
| D        | Dejan Raičković   | Hannover 96             |          |
| A        | Thomas Vogel      | TeBe Berlino            |          |
| D        | Ronald Werner     | Kickers 94 Markkleeberg |          |

| Cessioni | Cessioni           | Cessioni           | Cessioni |
| R.       | Nome               | a                  | Modalità |
| -------- | ------------------ | ------------------ | -------- |
| A        | Jonathan Akpoborie | Kickers Stoccarda  |          |
| C        | Brian Bliss        | FSV 06 Kölleda     |          |
| C        | Jörg Böhme         | Norimberga         |          |
| P        | Perry Bräutigam    | Norimberga         |          |
| A        | Torsten Gütschow   | Hannover 96        |          |
| A        | Carsten Klee       | Sachsen Lipsia     |          |
| D        | Zvezdan Pejović    | Fortuna Düsseldorf |          |
| C        | Olaf Schreiber     | Zwickau            |          |
| D        | Uwe Szangolies     | FSV 06 Kölleda     |          |
| C        | Axel Wittke        | Lokomotive Lipsia  |          |

### Sessione invernale
| Acquisti | Acquisti | Acquisti | Acquisti |
| R.       | Nome     | da       | Modalità |
| -------- | -------- | -------- | -------- |

| Cessioni | Cessioni      | Cessioni          | Cessioni |
| R.       | Nome          | a                 | Modalità |
| -------- | ------------- | ----------------- | -------- |
| A        | Timo Löhnert  | FSV 06 Kölleda    |          |
| D        | Ronald Werner | Lokomotive Lipsia |          |

## Risultati

### Regionalliga

#### Girone di andata
| Jena 30 luglio 1994, ore 14:00 CEST 1ª giornata | Carl Zeiss Jena | 0 – 0 referto | Rot-Weiß Erfurt | Ernst-Abbe-Sportfeld (3 294 spett.)\| Arbitro: \| Heynemann \| |
| Arbitro:                                        | Heynemann       |               |                 |                                                                |

| Arbitro: | Reck |

|              |           |  |
| Kaehlitz 44’ | Marcatori |  |

| Arbitro: | Bley |

|           |           |           |
| Vogel 41’ | Marcatori | 17’ Jopek |

| Arbitro: | Lehmann |

|           |           |  |
| Kaiser 6’ | Marcatori |  |

| Arbitro: | Sax |

|                                                            |           |                       |
| Zimmermann 9’ Schneider 31’ Molata 47’, 82’ Holetschek 50’ | Marcatori | 19’ Jesse 90’ Joppien |

| Arbitro: | Blumenstein |

|               |           |                                          |
| Wiedemann 79’ | Marcatori | 32’ Schneider 54’ Gerlach 60’ Zimmermann |

| Arbitro: | Junghof |

|                                                |           |  |
| Zimmermann 67’ Vogel 72’ Holetschek 76’ (rig.) | Marcatori |  |

| Arbitro: | Haack |

|  |           |           |
|  | Marcatori | 59’ Weber |

| Arbitro: | Scheibel |

|                                   |           |                      |
| Herbst 15’ Caljkusic-Ivanovic 65’ | Marcatori | 9’ Vogel 21’ Gerlach |

| Arbitro: | Müller |

|             |           |             |
| Gerlach 13’ | Marcatori | 56’ Bennert |

| Arbitro: | Heynemann |

|  |           |                    |
|  | Marcatori | 15’, 68’ Raičković |

| Arbitro: | Toschek |

|                            |           |           |
| Gerlach 22’ Zimmermann 66’ | Marcatori | 81’ Hintz |

| Arbitro: | Pöckelmann |

|  |           |                                         |
|  | Marcatori | 30’ Raičković 85’ Zimmermann 90’ Molata |

| Arbitro: | Brandt-Chollé |

|                            |           |  |
| Vogel 21’ Nedić 55’ (rig.) | Marcatori |  |

| Berlino 18 novembre 1994, ore 18:00 CET 15ª giornata | TeBe Berlino | 0 – 0 referto | Carl Zeiss Jena | Mommsenstadion (925 spett.)\| Arbitro: \| Koop \| |
| Arbitro:                                             | Koop         |               |                 |                                                   |

| Arbitro: | Robel |

|                                                  |           |  |
| Zimmermann 21’ Vogel 40’ Schneider 57’ Weber 82’ | Marcatori |  |

| Lipsia 11 dicembre 1994, ore 14:00 CET 17ª giornata | Sachsen Lipsia | 0 – 0 referto | Carl Zeiss Jena | Alfred-Kunze-Sportpark (9 037 spett.)\| Arbitro: \| Blumenstein \| |
| Arbitro:                                            | Blumenstein    |               |                 |                                                                    |

#### Girone di ritorno
| Erfurt 4 febbraio 1995, ore 13:30 CET 18ª giornata | Rot-Weiß Erfurt | 0 – 0 referto | Carl Zeiss Jena | Steigerwaldstadion (6 000 spett.)\| Arbitro: \| Ziller \| |
| Arbitro:                                           | Ziller          |               |                 |                                                           |

| Arbitro: | Voigt |

|                                                                 |           |                   |
| Vogel 25’ Holetschek 54’ Raičković 73’ Weber 77’ Zimmermann 85’ | Marcatori | 45’ (rig.) Pastor |

| Arbitro: | Cyrklaff |

|  |           |                |
|  | Marcatori | 10’, 49’ Vogel |

| Arbitro: | Lehmann |

|                         |           |  |
| Fankhänel 43’ Weber 56’ | Marcatori |  |

| Arbitro: | Haupt |

|                            |           |                           |
| Lange 48’ Jesse 81’ (rig.) | Marcatori | 13’, 18’ Weber 66’ Molata |

| Arbitro: | Sax |

|                                      |           |  |
| Holetschek 54’ (rig.) Zimmermann 86’ | Marcatori |  |

| Arbitro: | Kiefer |

|  |           |                                     |
|  | Marcatori | 46’ Schneider 61’ (rig.) Holetschek |

| Jena 31 marzo 1995, ore 19:00 CEST 25ª giornata | Carl Zeiss Jena | 0 – 0 referto | Energie Cottbus | Ernst-Abbe-Sportfeld (2 251 spett.)\| Arbitro: \| Bley \| |
| Arbitro:                                        | Bley            |               |                 |                                                           |

| Arbitro: | Junghof |

|                                                                                |           |  |
| Weber 3’ Zimmermann 10’, 13’, 75’ Schneider 50’ Gerlach 65’ Wolfram 90’ (aut.) | Marcatori |  |

| Arbitro: | Müller |

|            |           |                            |
| Markov 35’ | Marcatori | 30’ Zimmermann 72’ Gerlach |

| Arbitro: | Heynemann |

|                               |           |  |
| Zimmermann 53’ Nedić 58’, 81’ | Marcatori |  |

| Arbitro: | Reck |

|  |           |                      |
|  | Marcatori | 64’ Weber 80’ Molata |

| Arbitro: | Pöckelmann |

|                                                                 |           |  |
| Schneider 10’ Zimmermann 42’ Raičković 58’ Weber 71’ Molata 86’ | Marcatori |  |

| Arbitro: | Müller |

|  |           |                                                 |
|  | Marcatori | 14’, 18’ Zimmermann 74’ Schneider 88’ Raičković |

| Arbitro: | Fleske |

|           |           |                          |
| Vogel 65’ | Marcatori | 10’ Henschel 68’ Rusayev |

| Arbitro: | Wendorf |

|  |           |                |
|  | Marcatori | 69’ Zimmermann |

| Arbitro: | Koop |

|                                           |           |          |
| Vogel 26’, 67’ (rig.) Zimmermann 79’, 90’ | Marcatori | 82’ Baum |

### Coppa di Germania
| Arbitro: | Kemmling |

|  |           |                              |
|  | Marcatori | 35’ Berthold 77’ (rig.) Kögl |

## Statistiche

### Statistiche di squadra
| Competizione         | Punti | In casa | In casa | In casa | In casa | In casa | In casa | In trasferta | In trasferta | In trasferta | In trasferta | In trasferta | In trasferta | Totale | Totale | Totale | Totale | Totale | Totale | DR  |
| Competizione         | Punti | G       | V       | N       | P       | Gf      | Gs      | G            | V            | N            | P            | Gf           | Gs           | G      | V      | N      | P      | Gf     | Gs     | DR  |
| -------------------- | ----- | ------- | ------- | ------- | ------- | ------- | ------- | ------------ | ------------ | ------------ | ------------ | ------------ | ------------ | ------ | ------ | ------ | ------ | ------ | ------ | --- |
| Regionalliga nordest | 77    | 17      | 12      | 4       | 1       | 47      | 9       | 17           | 11           | 4            | 2            | 27           | 8            | 34     | 23     | 8      | 3      | 74     | 17     | +57 |
| Coppa di Germania    | -     | 1       | 0       | 0       | 1       | 0       | 2       | 0            | 0            | 0            | 0            | 0            | 0            | 1      | 0      | 0      | 1      | 0      | 2      | -2  |
| Totale               | 77    | 18      | 12      | 4       | 2       | 47      | 11      | 17           | 11           | 4            | 2            | 27           | 8            | 35     | 23     | 8      | 4      | 74     | 19     | +55 |

### Andamento in campionato
| Giornata  | 1  | 2  | 3  | 4  | 5  | 6 | 7 | 8 | 9 | 10 | 11 | 12 | 13 | 14 | 15 | 16 | 17 | 18 | 19 | 20 | 21 | 22 | 23 | 24 | 25 | 26 | 27 | 28 | 29 | 30 | 31 | 32 | 33 | 34 |
| --------- | -- | -- | -- | -- | -- | - | - | - | - | -- | -- | -- | -- | -- | -- | -- | -- | -- | -- | -- | -- | -- | -- | -- | -- | -- | -- | -- | -- | -- | -- | -- | -- | -- |
| Luogo     | C  | T  | C  | T  | C  | T | C | T | T | C  | T  | C  | T  | C  | T  | C  | T  | T  | C  | T  | C  | T  | C  | T  | C  | C  | T  | C  | T  | C  | T  | C  | T  | C  |
| Risultato | N  | P  | N  | P  | V  | V | V | V | N | N  | V  | V  | V  | V  | N  | V  | N  | N  | V  | V  | V  | V  | V  | V  | N  | V  | V  | V  | V  | V  | V  | P  | V  | V  |
| Posizione | 12 | 14 | 13 | 14 | 12 | 9 | 7 | 5 | 5 | 5  | 4  | 3  | 3  | 3  | 3  | 3  | 3  | 3  | 2  | 2  | 2  | 2  | 1  | 1  | 2  | 1  | 1  | 1  | 1  | 1  | 1  | 1  | 1  | 1  |

Legenda:

Luogo: C = Casa; T = Trasferta. Risultato: V = Vittoria; N = Pareggio; P = Sconfitta.

### Statistiche dei giocatori
| Giocatore       | Regionalliga nordest | Regionalliga nordest | Regionalliga nordest | Regionalliga nordest | Coppa di Germania | Coppa di Germania | Coppa di Germania | Coppa di Germania | Totale   | Totale | Totale      | Totale     |
| Giocatore       | Presenze             | Reti                 | Ammonizioni          | Espulsioni           | Presenze          | Reti              | Ammonizioni       | Espulsioni        | Presenze | Reti   | Ammonizioni | Espulsioni |
| --------------- | -------------------- | -------------------- | -------------------- | -------------------- | ----------------- | ----------------- | ----------------- | ----------------- | -------- | ------ | ----------- | ---------- |
| D. Bach         | 1                    | 0                    | 0                    | 0                    | 0                 | 0                 | 0                 | 0                 | 1        | 0      | 0           | 0          |
| A. Bonchev      | 4                    | 0                    | 0                    | 0                    | 0                 | 0                 | 0                 | 0                 | 4        | 0      | 0           | 0          |
| S. Dadunashvili | 3                    | 0                    | 1                    | 0                    | 1                 | 0                 | 0                 | 0                 | 4        | 0      | 1           | 0          |
| F. Eschler      | 27                   | 0                    | 0                    | 0                    | 1                 | 0                 | 0                 | 0                 | 28       | 0      | 0           | 0          |
| U. Fankhänel    | 13                   | 1                    | 2                    | 0                    | 0                 | 0                 | 0                 | 0                 | 13       | 1      | 2           | 0          |
| J. Gerlach      | 33                   | 6                    | 9                    | 0                    | 1                 | 0                 | 0                 | 0                 | 34       | 6      | 9           | 0          |
| D. Hempel       | 1                    | 0                    | 0                    | 0                    | 0                 | 0                 | 0                 | 0                 | 1        | 0      | 0           | 0          |
| O. Holetschek   | 34                   | 5                    | 13                   | 0                    | 1                 | 0                 | 0                 | 0                 | 35       | 5      | 13          | 0          |
| O. Karavajevs   | 16                   | 0                    | 0                    | 1                    | 0                 | 0                 | 0                 | 0                 | 16       | 0      | 0           | 1          |
| M. Kämpfe       | 2                    | 0                    | 0                    | 0                    | 1                 | 0                 | 0                 | 0                 | 3        | 0      | 0           | 0          |
| L. Leandro      | 1                    | 0                    | 0                    | 0                    | 0                 | 0                 | 0                 | 0                 | 1        | 0      | 0           | 0          |
| T. Löhnert      | 1                    | 0                    | 0                    | 0                    | 0                 | 0                 | 0                 | 0                 | 1        | 0      | 0           | 0          |
| M. Molata       | 30                   | 6                    | 5                    | 0                    | 0                 | 0                 | 0                 | 0                 | 30       | 6      | 5           | 0          |
| M. Nedić        | 31                   | 3                    | 6                    | 0                    | 1                 | 0                 | 0                 | 0                 | 32       | 3      | 6           | 0          |
| M. Neumann      | 14                   | 0                    | 0                    | 0                    | 1                 | 0                 | 0                 | 0                 | 15       | 0      | 0           | 0          |
| T. Nowacki      | 0                    | 0                    | 0                    | 0                    | 0                 | 0                 | 0                 | 0                 | 0        | 0      | 0           | 0          |
| J. Penzel       | 12                   | 0                    | 1                    | 0                    | 0                 | 0                 | 0                 | 0                 | 12       | 0      | 1           | 0          |
| C. Preuße       | 1                    | 0                    | 0                    | 0                    | 0                 | 0                 | 0                 | 0                 | 1        | 0      | 0           | 0          |
| D. Raičković    | 32                   | 6                    | 5                    | 1                    | 1                 | 0                 | 0                 | 0                 | 33       | 6      | 5           | 1          |
| M. Röser        | 15                   | 0                    | 1                    | 0                    | 1                 | 0                 | 0                 | 0                 | 16       | 0      | 1           | 0          |
| B. Schneider    | 34                   | 7                    | 3                    | 1                    | 1                 | 0                 | 0                 | 0                 | 35       | 7      | 3           | 1          |
| T. Vogel        | 32                   | 11                   | 7                    | 2                    | 1                 | 0                 | 1                 | 0                 | 33       | 11     | 8           | 2          |
| H. Weber        | 33                   | 9                    | 8                    | 0                    | 1                 | 0                 | 0                 | 0                 | 34       | 9      | 8           | 0          |
| J. Weißgärber   | 5                    | 0                    | 0                    | 0                    | 0                 | 0                 | 0                 | 0                 | 5        | 0      | 0           | 0          |
| M. Wentzel      | 27                   | 0                    | 5                    | 0                    | 0                 | 0                 | 0                 | 0                 | 27       | 0      | 5           | 0          |
| R. Werner       | 3                    | 0                    | 1                    | 0                    | 0                 | 0                 | 0                 | 0                 | 3        | 0      | 1           | 0          |
| M. Zimmermann   | 32                   | 19                   | 1                    | 0                    | 1                 | 0                 | 0                 | 0                 | 33       | 19     | 1           | 0          |